# Chalet de Clermont-Tonnerre
Le chalet de Clermont-Tonnerre est situé à Vichy (France).

## Localisation
Le chalet est situé sur la commune de Vichy, au 109 bis boulevard des États-Unis, dans le département de l'Allier, en région Auvergne-Rhône-Alpes.

## Description
.

## Historique
Napoléon III confie à l'architecte Jean Lefaure la réalisation d'une villa pour ses séjours à Vichy. En 1863, son officier d'ordonnances, le comte de Clermont-Tonnerre, fait construire un chalet dans lequel est logée une partie de la suite de l'Empereur et de ses services. Sept chalets seront construits, répondant aux besoins impériaux durant ses séjours à Vichy. Le chalet de Clermont-Tonnerre est le premier de la série. 
Il est inscrit au titre des monuments historiques par arrêté du 15 janvier 1990.

## Galerie

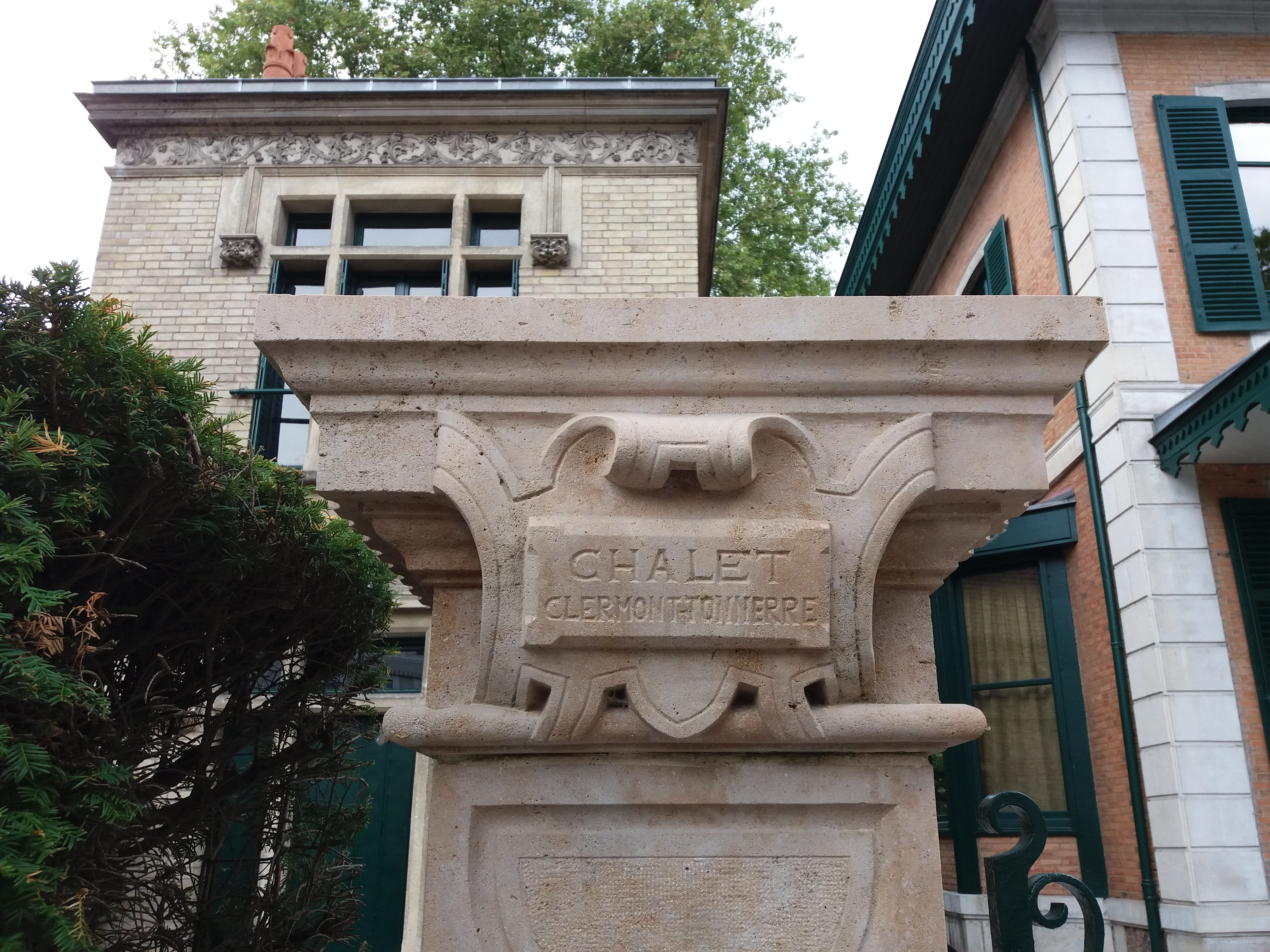
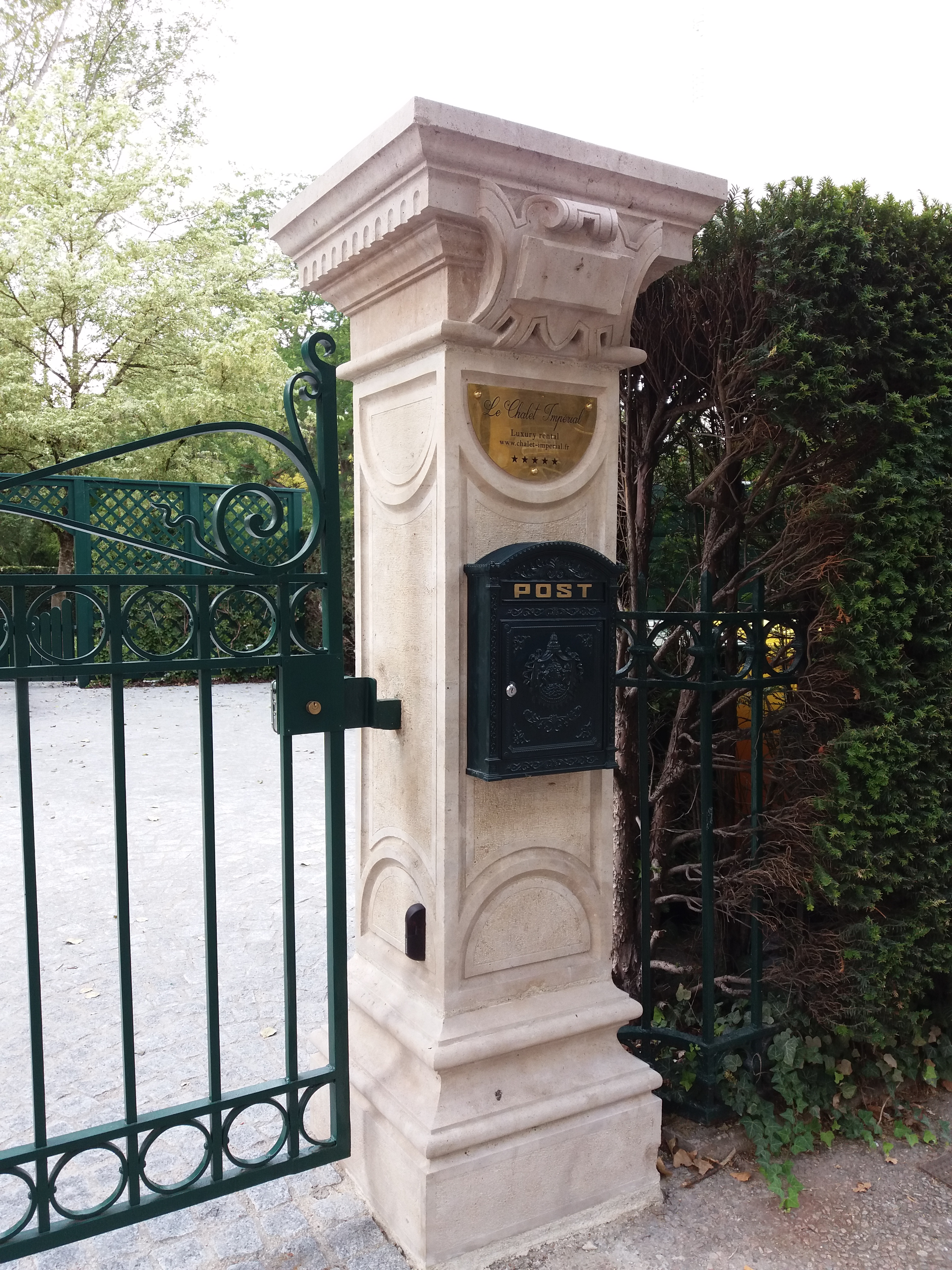